# Korektura Taszyckiego

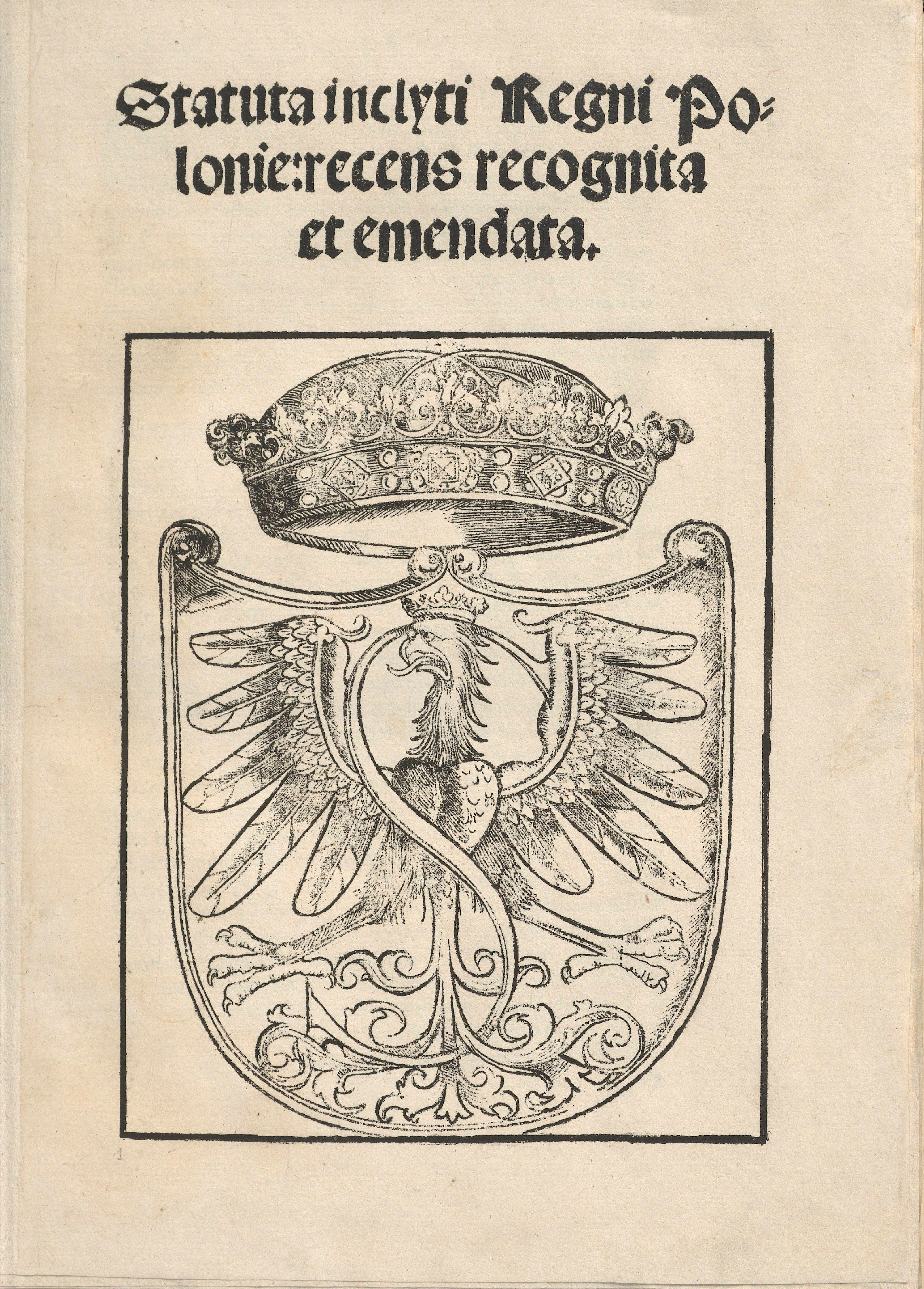
Korektura praw (Statuta inclyti Regni Poloniae recens recognita et emendata) w druku z 1532

Korektura Taszyckiego, właściwie: Korektura praw (łac. Correctura iurium), oryginalna nazwa: Statuta inclyti Regni Poloniae recens recognita et emendata (Statuty sławnego Królestwa Polskiego nowo przejrzane i poprawione) – projekt kodeksu polskiego prawa ziemskiego opracowany przez komisję powołaną na sejmie w 1532. Ze względu na sprzeczność z postulatami ruchu egzekucyjnego został odrzucony w 1534. 
Komisja składała się z sześciu korektorów, po trzech z Wielkopolski i Małopolski. Wielkopolskę reprezentowali Stanisław Niemojewski sędzia inowrocławki, Mateusz Krzyżanowski podsędek poznański i Mikołaj Zamoyski kanonik łęczycki. Natomiast Małopolskę Jan Pieniążek sędzia krakowski, Bernard Maciejowski sędzia sandomierski, referendarz królewski i Jerzy Myszkowski kanonik krakowski, sekretarz królewski. Komisja podjęła i ukończyła pracę w innym składzie. Jan Pieniążek zmarł, a z pozostałych zostali tylko Maciejowski i Myszkowski. Nowymi członkami, jak wynika z dedykacji dla króla Zygmunta I Starego, byli Mikołaj Taszycki sędzia krakowski (Małopolska), Wojciech Policki pisarz ziemski poznański, Mikołaj Koczanowski miecznik inowrocławski i Benedykt Izdbieński kanonik gnieźnieński (Wielkopolska). 
Projekt był zbiorem całego dotychczasowego prawa stanowionego, które zostało ujednolicone i poprawione przez korektorów. Zawierał regulacje dotyczące ustroju państwa i prawa poszczególnych stanów. Wyraźny jest w nim podział na prawa polityczne (publiczne) i sądowe. Składał się z 930 artykułów podzielonych na pięć ksiąg ksiąg:
- źródła prawa
- przepisy prawa procesowego
- przepisy prawa rodzinnego i spadkowego
- przepisy prawa o zobowiązaniach i prawo karne
- zbiór formuł dla czynności karnych i procesowych.

Korektura praw była udaną próbą ujednolicenia prawa w Królestwie Polskim, świadczącą o wysokim poziomie polskiej myśli prawniczej tego okresu. Traktowała obronę konieczną kazuistycznie, zaliczając ją do przedmiotowej strony przestępstwa oraz wyraźnie odróżniając od okoliczności wyłączających winę. Przewidywała wspólną, wzajemnie zależną i równą odpowiedzialność oraz taką samą karę dla sprawcy głównego, podżegacza i pomocnika.
W późniejszym czasie powstawały także prywatne projekty kodyfikacyjne oraz układy systematyczny. Myśl kodyfikacji powracała przez cały XVI wiek, a jej wyrazem były dzieła Jakuba Przyłuskiego (Leges seu statuta ac privilegia Regni Poloniae z 1563) czy Jana Herburta (Statua Regni Poloniae in ordinem alphabeti digesta z 1563). Posiłkową rolę w prawie koronnym odgrywały III Statut Litewski (1588) oraz Korektura pruska (1598).

## Wydania drukowane
- Statuta inclyti Regni Poloniae, recens recognita emendata, Kraków 1532 (pierwodruk)
- Correctura statutorum et consuetudinum regni Poloniae anno MDXXXII decreto publico per Nicolaum Taszycki, Bernardum Macieiowski, Georgium Myszkowski, Benedictum Izdbieński, Albertum Policki et Nicolaum Koczanowski confecta et Conventoni Generali Regni anno MDXXXIV proposita, wyd. M. Bobrzyński, Starodawne prawa polskiego pomniki, t. III, Kraków 1874